# 納戈里亞尼 (奧夫魯奇區)
51°22′13″N 28°32′12″E / 51.37028°N 28.53667°E
納戈里亞尼（烏克蘭語：Нагоряни），是烏克蘭北部的村莊，隸屬日托米爾州的科羅斯滕區。該村面積0.6平方公里，海拔高度210米，2001年人口161，人口密度每平方公里270.59人。